# Доктор Сон (фильм)
«Доктор Сон» (англ. Doctor Sleep) — американский фильм ужасов, основанный на одноимённом романе Стивена Кинга, продолжение фильма «Сияние» 1980 года. Сценаристом, режиссёром и монтажёром фильма является Майк Флэнаган. Главный персонаж фильма — Дэнни Торранс (Юэн Макгрегор), человек с экстрасенсорными способностями, который пытается преодолеть последствия детской травмы. Во второстепенных ролях снялись Ребекка Фергюсон, Кайли Карран и Клифф Кёртис.
Компания Warner Bros. приступила к разработке экранизации вскоре после публикации романа «Доктор Сон» в 2013 году. Сценарист и продюсер Акива Голдсман написал сценарий, но студия не выделяла для проекта финансирования до кассового успеха фильма ужасов 2017 года «Оно», также снятого по роману Кинга. Для переписывания сценария Голдсмана был нанят Флэнаган, который также получил должность режиссёра. Съёмки фильма начались в сентябре 2018 года в штате Джорджия, включая Атланту, и завершились в декабре 2018 года.
Фильм вышел в международный прокат 30 октября 2019 года. Премьера в США состоялась 8 ноября 2019 года (в России — 7 ноября). Картина получила в целом положительные отзывы, удостоившись похвалы за актёрскую игру и атмосферу, но подверглась критике за свою продолжительность. В мировом прокате «Доктор Сон» собрал 72 млн долларов, значительно уступив по данному показателю двум другим успешным адаптациях Кинга — «Оно 2» и «Кладбище домашних животных», также вышедших в 2019 году.

## Сюжет
В 1980 году, спустя некоторое время после пережитого в отеле «Оверлук», Дэнни Торранс и его мать Венди переезжают во Флориду. Дэнни преследует призрак гниющей женщины из комнаты 237 «Оверлука». Дух давнего друга Дэнни, Тони, с которым мальчик время от времени советуется, объясняет ему, что призраки питаются экстрасенсорными способностями Дэнни, его так называемым «сиянием». Теперь, когда отель заброшен, голодные призраки преследуют мальчика, поэтому Хэллоран учит его запирать духов в воображаемых шкатулках. Тем временем тайное общество «Истинный Узел», культ психических вампиров, во главе с Роуз охотится на «сияющих» детей. Участники культа потребляют «пар», психическую сущность, высвобождаемую во время пыток и убийства «сияющих», тем самым продлевая свои жизни.
2011 год. Сорокалетний Дэнни (теперь уже просто Дэн) стал алкоголиком, чтобы подавить «сияние». Во время кражи денег у матери-одиночки после проведённой с ней ночи он понимает, что достиг дна. Дэн отправляется в маленький город в штате Нью-Гэмпшир и знакомится с Билли Фриманом (Клифф Кёртис), который находит ему квартиру и приводит в общество Анонимных алкоголиков. Пройдя реабилитацию, Дэн устраивается на работу в хоспис. Он начинает использовать «сияние», чтобы успокаивать умирающих пациентов, один из которых называет его «Доктор Сон». Дэн также получает телепатические сообщения от девочки по имени Абра Стоун (Кайли Карран), «сияние» которой превосходит его собственное. Тем временем Роуз завербовывает подростка Энди по кличке «Укус Змеи» (Эмили Алин Линд) в свой культ, после наблюдения за её способностью психического контроля над людьми.
В 2019 году участники «Истинного Узла» голодают, поскольку «пар» становится все более редким. Они похищают мальчика Брэдли Тревора (Джейкоб Трамбле) и мучают его до смерти, питаясь его «паром». Абра чувствует это во сне, и её тревога телепатически передается и Дэну (в форме слова MURDER — убийство (слово отражается зеркально в зеркале) появляющегося на стене его комнаты), и Роуз. Кроме того Абра телепатически приказывает вампирам «Истинного Узла» остановиться, и Роуз её замечает. Понимая опасность, Абра приезжает к Дэну и говорит, что может отследить вампиров, если коснется бейсбольной перчатки Брэдли. Но Дэн отказывается помогать девочке, советуя ей подавить своё «сияние», чтобы быть незаметной для «Истинного Узла». Той же ночью Роуз, медитируя, отправляет своё сознание на поиски Абры и находит её. Но, проникнув в разум девочки, она обнаруживает там установленную Аброй воображаемую ловушку, которая ранит Роуз. После того как участник культа Дедушка Флик (Карел Стрёйкен) умирает от голода, Роуз отправляет оставшихся членов на поиски Абры.
Хэллоран навещает Дэна в последний раз, говоря, чтобы он защитил Абру, тем самым вернув ему свой долг. Дэн рассказывает Билли Фриману об «Истинном Узле», они отправляются на место убийства Брэдли, эксгумируют его тело и забирают перчатку. После этого они приезжают к Стоунам, где вербуют отца Абры, Дейва (Закари Момо), и заставляют его охранять Абру. Девочка отправляет свою проекцию в местный скаутский лагерь, заманивая туда и культ «Истинного Узла». Дэн и Билли отстреливают большинство из них, однако умирающая Энди вынуждает Билли застрелиться.
Тем временем любовник Роуз, Папаша Ворон (Зан Маккларнон), убивает Дейва и похищает Абру, вкалывая ей сильное снотворное, чтобы подавить её «сияние». После долгих усилий Дэну удается телепатически связаться с Аброй, находящейся под действием уколов. Девочка позволяет ему завладеть контролем над её телом и способностями, и Дэн заставляет Ворона попасть в аварию, в которой вампир погибает. Пока Дэн и Абра воссоединяются, Роуз поглощает оставшиеся запасы «пара» в культе, залечивая раны и клянясь отомстить.
Дэн, понимая что Роуз им не одолеть, идёт на крайние меры и привозит Абру в «Оверлук». Этот отель, полагает он, опасен для Роуз настолько же, насколько и для них, поэтому здесь шанс на победу увеличивается. Дэн запускает котел отеля и исследует заброшенное здание, «пробуждая» его своим «сиянием». Он посещает комнаты, где его отец-алкоголик Джек пытался убить его с матерью. В баре отеля Дэн встречает призрачного бармена Ллойда (Генри Томас), очень похожего на Джека. Призрак пытается убедить Дэна выпить, но тот в конечном итоге отказывается.
Роуз приезжает в «Оверлук». Дэн и Абра втягивают её в сознание Дэна, которое представляет собой бесконечный лабиринт живой изгороди. Дэн пытается запереть её в воображаемую шкатулку, но терпит неудачу. Роуз, привлеченная «сиянием» Дэна, предлагает ему вступить в культ, но он отказывается. Тогда она ранит Дэна и начинает пытать, поглощая его «пар». Вдруг Роуз видит шкатулки, в которых Дэн в детстве запирал призраков. Она поздно понимает что это, и Дэн открывает их все разом, выпуская голодных призраков «Оверлука». Они зверски убивают Роуз, поглощая её «пар», а затем проникают в тело Дэна. Затем они преследуют Абру, прячущуюся в комнате 237. Но девочка не боится Дэна-призрака, говоря, что он заранее включил котел отеля на полную, и скоро произойдет взрыв. После этого Дэн на мгновение приходит в себя и велит Абре бежать наружу. Одержимый, он бросается в котельную, но ничего исправить уже не может. Пламя поглощает котельную, потом распространяется на этажи и номера. В последний момент Дэн видит себя ребёнком, которого обнимает его мать. Абра беспомощно наблюдает за тем, как «Оверлук» сгорает.
Некоторое время спустя Абра разговаривает с духом Дэна, и они уверяют друг друга, что все теперь будет хорошо. Это слышит мать Абры, Люси (Джоселин Донахью), которой дочь рассказывает, что после смерти отец обрел покой. Когда мать выходит из комнаты, Абра замечает, что призрак гниющей женщины из «Оверлука» находится в ванной, и идёт запирать её в шкатулку, как это делал когда-то Дэнни.

## В ролях
- Юэн Макгрегор — Дэнни Торранс, алкоголик в завязке, обладающий телепатическим даром, известным как «cияние». Впервые этот персонаж появился в фильме «Сияние» (1980) в исполнении Дэнни Ллойда.
  - Роджер Дэйл Флойд — Дэнни Торранс в детстве.
- Ребекка Фергюсон — Роуз-в-Шляпе, глава тайного общества «Истинный Узел», группы охотников за одарёнными детьми.
- Кайли Карран — Абра Стоун, «сияющая» девочка.
- Карл Ламбли — Дик Хэллоран, бывший повар в отеле «Оверлук», обладающий даром сияния. В фильме «Сияние» его роль сыграл Скэтмэн Крозерс.
- Зан Маккларнон — Папаша Ворон, участник общества «Истинный Узел».
- Эмили Алин Линд — Змейка Энди, участница общества «Истинный Узел».
- Брюс Гринвуд — доктор Джон Далтон, активный член группы АА и босс Дэнни в хосписе.
- Джоселин Донахью — Люси Стоун, мать Абры.
- Роберт Лонгстрит — Барри Жирдяй, участник общества «Истинный Узел»
- Карел Стрёйкен — Дедуля Флик, пожилой участник общества «Истинный Узел».
- Алекс Эссо — Венди Торранс, мать Дэнни. В «Сиянии» её роль исполнила Шелли Дюваль.
- Клифф Кёртис — Билли Фриман, друг, коллега и спонсор Дэнни в АА.
- Закари Момо — Дэйв Стоун, отец Абры.
- Джейкоб Трамбле — Брэдли Тревор, жертва «Истинного Узла», известный Абре как «мальчик-бейсболист».
- Генри Томас — бармен Ллойд в отеле «Оверлук» / Джек Торранс. В «Сиянии» роли Джека и Ллойда исполнили Джек Николсон и Джо Теркел соответственно.
- Дэнни Ллойд — зритель на бейсбольном матче, в котором играет Брэдли Тревор. Единственный из актёров, задействованных в фильме «Сияние», который смог принять участие в фильме.

## Производство

### Разработка
Компания Warner Bros. Pictures начала разработку экранизации «Доктора Сна» ещё в 2014 году, сразу после публикации в 2013 году одноимённого романа Стивена Кинга, который является продолжением романа «Сияние» 1977 года. В 2016 году было объявлено, что адаптацией романа Кинга займется Акива Голдсман, который выступит в качестве сценариста и продюсера фильма. Однако на протяжении нескольких лет студия не выделяла финансирование ни для «Доктора Сна», или для другого проекта, приквела фильма «Сияния» под названием «Отель „Оверлук“».
В конце 2017 года компания Warner Bros. выпустила в прокат фильм «Оно», экранизацию одноимённого романа Кинга 1986 года. Кассовый успех картины заставил студию немедленно заняться производством «Доктора Сна». В январе 2018 года для переписывания сценария Голдсмана студия наняла Майка Флэнагана, который также получил должность режиссёра, а Голдсман — пост исполнительного продюсера. Объясняя свою заинтересованность в данном проекте, Флэнаган заявил: "В нём затрагиваются наиболее привлекательные для меня темы: травма детства, ведущая во взрослую жизнь, зависимость, распад семьи и последствия этого десятилетия спустя.

### Съёмки
Съёмки начались в конце сентября 2018 года в штате Джорджия (США) и завершились в декабре того же года.

## Прокат
Компания Warner Bros. Pictures выпустила «Доктор Сон» в прокат США и Канады 8 ноября 2019 года. Международный прокат начался раньше — 31 октября 2019 года.

## Сборы
«Доктор Сон» собрал в мировом прокате 72,3 млн долларов, в том числе 31,6 млн долларов в США и Канаде, а 40,7 млн долларов — на других территориях.
В США и Канаде фильм вышел одновременно с такими картинами, как «Рождество на двоих», «Мидуэй» и «Игра с огнём», и, по предварительным прогнозам, должен был собрать за первый уикенд 25-30 млн $ в 3800 кинотеатрах.